# 市樓三
蛇夫座τ，又名BD-08 4549，HD 164764、SAO 142050、HR 6733，是蛇夫座的一颗恒星，视星等为5.94，位于銀經20.06，銀緯6.87，其B1900.0坐标为赤經17h 57m 38.1s，赤緯-8° 6.87′ 49″。